# Episodi di The Beast
La prima stagione di The Beast, composta da 13 episodi, è stata trasmessa negli Stati Uniti dal 15 gennaio 2009 al 23 aprile 2009 dal canale A&E Network. In Italia, la prima stagione viene trasmessa a partire dal 13 dicembre 2010 al 2 marzo 2011 in prima visione dal canale Cielo.
| nº | Titolo originale    | Titolo italiano            | Prima TV USA     | Prima TV Italia  |
| -- | ------------------- | -------------------------- | ---------------- | ---------------- |
| 1  | Pilot               | La paura                   | 15 gennaio 2009  | 13 dicembre 2010 |
| 2  | Two Choices         | Due scelte                 | 22 gennaio 2009  | 20 dicembre 2010 |
| 3  | Nadia               | Nadia                      | 29 gennaio 2009  | 27 dicembre 2010 |
| 4  | Infected            | Infettato                  | 5 febbraio 2009  | 3 gennaio 2011   |
| 5  | Bitsy Big-Boy       | Bitsy Big-Boy              | 12 febbraio 2009 | 17 gennaio 2011  |
| 6  | Hothead             | Testa calda                | 19 febbraio 2009 | 24 gennaio 2011  |
| 7  | Capone              | Capone                     | 26 febbraio 2009 | 31 gennaio 2011  |
| 8  | Mercy               | Pietà                      | 5 marzo 2009     | 10 gennaio 2011  |
| 9  | The Walk In         | L'entrata                  | 19 marzo 2009    | 7 febbraio 2011  |
| 10 | Tilt                | Tilt                       | 26 marzo 2009    | 19 febbraio 2011 |
| 11 | My Brother's Keeper | Il custode di mio fratello | 9 aprile 2009    | 26 febbraio 2011 |
| 12 | Counterfeit         | Contraffazione             | 16 aprile 2009   | 5 marzo 2011     |
| 13 | No Turning Back     | Non si torna indietro      | 23 aprile 2009   | 12 marzo 2011    |

## La paura
- Titolo originale: The Beast
- Diretto da: Michael Dinner
- Scritto da: Vincent Angell e William L. Rotko

### Trama
L'agente dell'FBI Charles Baker affronta con riluttanza l'agente alle prime armi Ellis Dove e va sotto copertura per scoprire un giro di armi illegali e fermarlo. Ellis viene avvicinato da alcuni agenti per dimostrare che Charles é un poliziotto corrotto, ma lui rifiuta.

## Due scelte
- Titolo originale: Two Choies
- Diretto da: Michael Dinner
- Scritto da: William L. Rotko

### Trama
Ellis viene avvicinato di nuovo per ottenere le informazioni per incastrare Baker, ma lui rifiuta nuovamente anche se gli forniscono le prove. Nel frattempo cerca di aiutare Baker a far uscire uno spacciatore di droga, ma scoprono che un ex tenente di polizia ha una vendetta personale contro lo stesso spacciatore e fa di tutto per ostacolare Baker. Altrove, Ellis esce con Rose.

## Nadia
- Titolo originale: Nadia
- Diretto da: Christine Moore
- Scritto da: Vincent Angell

### Trama
Baker va sotto copertura per arrestare un trafficante di esseri umani ma che invoca l'immunità diplomatica ogni volta che l'FBI si avvicina. Nel frattempo, Ellis viene coinvolta con una delle prostitute del trafficante, e cerca di localizzare suo figlio che era stato venduto in precedenza dal criminale. Intanto Ray continua a fare pressione su Ellis per incastrare Charles.

## Infettato
- Titolo originale: Infected
- Diretto da: John Badham
- Scritto da: Ray Hartung

### Trama
William, il fratello di Ellis, arriva in città dopo aver trascorso 7 anni di carcere e deruba la sua casa di apparecchiature elettriche. Nel frattempo, il figlio di una gioielliera viene infettato da un virus mortale e le viene ordinato di portare gioielli da 10 milioni di dollari ad un deposito al Millennium Park. Baker e Ellis rintracciano l'infezione del ragazzo in un laboratorio e trovano i colpevoli che portano al recupero dei gioielli e al ritrovamento dell'antidoto del ragazzo.

## Bitsy Big-Boy
- Titolo originale: Bitsy Big-Boy
- Diretto da: Michael W. Watkins
- Scritto da: Vincent Angell

### Trama
Baker e Dove proteggono una fisica nucleare vietnamita dopo che cinque agenti dell'FBI che la proteggevano sono stati uccisi, e gli viene chiesto di portarla a un'udienza della NNSA dove dovrà testimoniare.

## Testa calda
- Titolo originale: Hothead
- Diretto da: Sanford Bookstaver
- Scritto da: John Romano

### Trama
Ellis va sotto copertura come veterano dell'esercito presso una società di sicurezza per individuare un agente dell'FBI che è rimasto nascosto per sei mesi.

## Capone
- Titolo originale: Capone
- Diretto da: Ken Girotti
- Scritto da: Wendy West

### Trama
Ellis va sotto copertura nella polizia di Chicago nello stesso momento in cui Baker riassume la sua vecchia identità di Apache per entrare in una banda mafiosa che potrebbe avere informazioni sulla scomparsa di un poliziotto.

## Pietà
- Titolo originale: Mercy
- Diretto da: Tom Verica
- Scritto da: Mark Goffman e William L. Rotko

### Trama
Baker va sotto copertura come veterinario per cercare di catturare un serial killer di senzatetto, mentre Ellis ottiene informazioni sui marine morti dalla sala dei registri dei marine del VA Hospital.

## L'entrata
- Titolo originale: The Walk In
- Diretto da: Jeremiah S. Chechik
- Scritto da: Mark Goffman

### Trama
Baker e Dove s'infiltrano nell'Università di Chicago per incastrare uno scienziato che ritiene stia vendendo informazioni sulla difesa americana ai cinesi.

## Tilt
- Titolo originale: Tilt
- Diretto da: Charles Haid
- Scritto da: William L. Rotko e Keith Schreider

### Trama
Ellis e Baker s'infiltrano ad una partita segreta di poker per proteggere un informatore protetto, Barker racconta a Ellis del suo passato coinvolgimento in un'operazione.

## Il custode di mio fratello
- Titolo originale: My Brother's Keeper
- Diretto da: Lisa Niemi
- Scritto da: Vincent Angell e Wendy West

### Trama
Ellis s'infiltra come truffatore per incastrare due fratelli mentre Barker li attacca dal punto di vista degli affari. Nel frattempo, Barker insegue un ex agente dell'FBI, che sospetta sia coinvolto nelle azioni criminali della Red Gauntlet. 

## Contraffazione
- Titolo originale: Counterfeit
- Diretto da: Chris Leitch
- Scritto da: Mark Goffman e Ray Hartung

### Trama
Barker fa un acquisto per impossessarsi delle targhe rubate, mentre il suo contatto viene ucciso e Ellis scopre che è stato un cecchino a ucciderlo.

## Non si torna indietro
- Titolo originale: No Turning Back
- Diretto da: Steve Shill
- Scritto da: Vincent Angell e William Rotko

### Trama
Ellis, Barker, Conrad e Kirby vengono attaccati da un cecchino che uccide lo stesso Kirby, Barker e Ellis scappano e cercano di scoprire chi è l'ultimo nome del Red Gauntlet.